# Ghiacciaio Pipkov
Il ghiacciaio Pipkov è un ghiacciaio lungo circa 11 km e largo 3,2 situato sulla costa nord-occidentale dell'isola Alessandro I, al largo della costa della Terra di Palmer, in Antartide. In particolare, il ghiacciaio è situato sul fianco occidentale dei monti Havre, dove giace a sud del ghiacciaio Lennon e a nord del ghiacciaio Oselna e da dove fluisce verso ovest scorrendo tra i picchi Kutev e Nicolai, a nord, e il picco Simon, a sud, fino a entrare nella baia di Lazarev, a sud-est di punta Buneva.

## Storia
Il ghiacciaio Pipkov stato così battezzato dalla Commissione bulgara per i toponimi antartici in onore dei compositori bulgari Panayot Pipkov (1871-1942) e Lyubomir Pipkov (1904-1974).